# Robert Chen (violinista)
Robert Chen (陳慕融; pinyin: Chén Mùróng) (Taiwan vers el 1969) és un violinista, concertino de l'Orquestra Simfònica de Chicago des de 1999. Es va llicenciar de mestre en música a l'Juilliard School on va estudiar amb Dorothy DeLay i Masao Kawasa.

## Biografia
Nascut a Taipei, Chen va començar estudiar el violí a la primerenca edat de set anys. Immigrà amb la seva família a Los Angeles on va estudiar amb Robert Lipsett. Chen va avançar molt de pressa, debutant amb Orquestra Filharmònica de Los Angeles a l'edat de dotze i participant a les classes amb el llegendari violinista Jascha Heifetz. Avui és un músic actiu, treballa amb un nombre de conjunts a més de ser el concertino de l'Orquestra Simfònica de Chicago. Té una versió personalment editada de la part de violí per a la primera simfonia de Johannes Brahms disponible a través de lOvation Press en línia.
Les seves activitats com a solista inclouen presentacions amb l'Orquestra Filharmònica de Los Angeles, l'Orquestra Radiofònica de Suècia, Àsia Philharmonic Orquestra, Orquestra Filharmònica de Moscou, Japó Nou Philharmonic, Orquestra Sinfónca Nacional de Taiwan, Orquestra del Komische Oper Berlín, NDR Orquestra de Hannover i Bournemouth Simfonia. El 2000 faci el seu concert d'Orquestra de Simfonia de Chicago debut amb el mestre Daniel Barenboim. Chen ha estat un hoste freqüent a festivals de música importants que inclouen el "Marlboro Festival de Música, Festival de Música de l'Aspen, La Jolla Summerfest", i el "Schloss-Moritzburg Festival" a Dresden, on ha col·laborat amb Emanuel Hacha i Richard Goode. Chen ha col·laborat també amb Daniel Barenboim, Itzhak Perlman, Pinchas Zukerman, i Yo Yo Ma, tant a la sala de l'orquestra a Chicago com al Carnegie Hall, a Nova York.
Chen ha guanyat premis importants com a la competició de violí internacional de Hanover el 1994, a Taipei (1988), al Festival de Música d'Aspen (1986). Ha enregistrat la música de Txaikovski, incloent el concert de violí, per a la marca Berlín Klassics.

## Vida personal
Robert Chen viu amb la seva dona, Laura Chen, i és el pare de dos nens, Beatrice Chen i Noah Chen.